# Cottus perplexus
Cottus perplexus és una espècie de peix pertanyent a la família dels còtids.

## Descripció
- Fa 10 cm de llargària màxima (normalment, en fa 8).[1][2][3]

## Hàbitat
És un peix d'aigua dolça, demersal i de clima subtropical (49°N-41°N).
Habita a les conques dels rius pacífics (des del riu Snohomish i Puget Sound, Washington, fins a la conca del Rogue River (riu d'Oregon) i Califòrnia.

## Observacions
És inofensiu per als humans.